# Barrio Alto de Maguncia
El Barrio Alto (en alemán, Mainz-Oberstadt) es uno de los quince distritos en que se divide administrativamente la ciudad de Maguncia. El distrito  extensión de 5,9 km², pero es el segundo con grande densidad demográfica (4.012 habitantes por kilómetro cuadrado).
1. 1 2  «Einwohner der Landeshauptstadt Mainz laut Melderegister am 31.12.2024 (zum Stichtag erstellt am 15.02.2025)». Consultado el 18 de marzo de 2025.
2. ↑  Worldpostalcodes.org, código postal n.º 55131.

- Datos: Q1444865
- Multimedia: Mainz-Oberstadt / Q1444865